# Город стекла
Город стекла (англ. City of Glass) — третья книга цикла «Орудия смерти» в жанре «городское фэнтези» американской писательницы Кассандры Клэр. Книга вышла в 2009 году и продолжает повествование о Клэри Фрэй и её друзьях, Сумеречных охотниках, с местом действия в Нью-Йорке. Предназначена для подростковой и взрослой аудитории. Первое издание вышло в США в твёрдой обложке 24 марта 2009 года. Следующая за ней, четвёртая книга серии, вышла 5 апреля 2011 года под названием «Город падших ангелов» и должна сопровождаться двумя новыми романами: «Город потерянных душ» (2012) и «Город небесного огня» (2013). Новая трилогия планировалась с Саймоном в качестве центрального персонажа и описанием его дальнейшей жизни вампира, но позже была переориентирована на другие персонажи.

## Описание сюжета
Для спасения жизни своей матери Клэри должна отправиться в Город стекла, прародину Сумеречных охотников, и проигнорировать правило, гласящее, что войти в Аликанте без разрешения является нарушением закона и карается смертью. Чтобы достигнуть цели, она прилагает всю свою изобретательность и силы, и попадает в тайное государство Сумеречных охотников, где с помощью новообретённого друга, Себастьяна, открывает важные сведения о прошлом своей семьи. Это помогает ей не только спасти свою мать, но и всё, чем она дорожит.

## Критика
Книга получила смешанные отзывы. Так, в Kirkus Reviews писали: «Производным от этого может быть мелодраматическое, эмоциональное нагромождение, которое никогда не было слишком весёлым.» В Booklist «Городу стекла» дали положительный обзор, написав, что у него «удовлетворительная концовка». В School Library Journal дали смешанные отзывы, сославшись на «предсказуемость и затянутость», что ухудшило роман, в то же время сказав, что поклонники серии по-прежнему будут удовлетворены книгой.